# Cryphaea furcinervis
Cryphaea furcinervis är en bladmossart som beskrevs av C. Müller 1882. Cryphaea furcinervis ingår i släktet Cryphaea och familjen Cryphaeaceae. Inga underarter finns listade i Catalogue of Life.